# Santiago (Évora)
Santiago é uma extinta freguesia urbana da cidade de Évora. Foi a segunda freguesia a ser fundada na cidade, pois sabe-se documentalmente que já existia em 1302. Segundo a tradição, a sua fundação terá ocorrido logo a seguir à reconquista da cidade (no século XII). 
Em 1840 procedeu-se a uma reorganização da divisão administrativa da cidade, que ditou a extinção da freguesia de Santiago (que foi anexada a Santo Antão). A freguesia administrava um pequeno território, que compreendia entre outros locais o Largo de Santiago (hoje Largo Alexandre Herculano), a Rua Nova, a Praça de Sertório e a Rua de D. Isabel.